# Meunet-sur-Vatan
Meunet-sur-Vatan település Franciaországban, Indre megyében. Lakosainak száma 196 fő (2022. január 1.). Meunet-sur-Vatan Graçay, Giroux, Luçay-le-Libre, Reboursin és Vatan községekkel határos.

## Népesség
A település népességének változása:
| Lakosok száma | 246  | 161  | 175  | 190  | 191  | 189  | 194  | 197  | 196  | 196  |
|               | 1968 | 1982 | 1990 | 2006 | 2013 | 2015 | 2017 | 2019 | 2020 | 2022 |